# 那須少年記
『那須少年記』（なすしょうねんき）とは、森詠の小説（集英社刊）「少年記 オサム14歳」を原作とした2008年公開の日本の映画。太賀の初主演映画。2008年6月に栃木県内で先行上映。

## ストーリー
昭和29年、中学2年生のオサムは離婚した母とともに栃木県黒磯村（現在の那須塩原市）に引っ越してくる。転入した学校の同級生には学年トップの成績をあげながら、教師らに歯向かい、不良連中と問題ばかり起こしているアキラがいた。

## キャスト
- オサム - 太賀
- アキラ - 塚田健太
- 大月京子（国語教師、オサムの担任） - 平山あや
- 堀田（体育教師） - 杉本哲太
- うらなり（理科教師） - つぶやきシロー
- 須佐（校長） - 小野寺昭
- 白崎（数学教師） - 萩原聖人
- 昭夫 - 冨田佳輔
- 英雄 - 岡本拓朗
- 笹原恵 - 前田敦子（当時AKB48）
- 山本美津子 - 江原美優
- 文子（オサムの母親） - 岸本加世子
- トメ（尽平の内縁の妻） - 片桐はいり
- 尽平（昭夫の父） - 北見敏之
- 福助 - りりィ
- 行雄（オサムの父親） - 嶋尾康史
- 医師 - 福田富一

## スタッフ
- 監督 - 初山恭洋
- 原作 - 森詠
- 製作 - アクト21／ウィズピクチャーズ

## ロケ地
- 那須塩原市
  - 黒磯神社